# Гірван Юдха Бікрам Шах
Гірван Юдха (Гірван'юдха) Бікрам (Вікрам) (неп. गीर्वाणयुद्ध विक्रम  19 жовтня 1797 — 20 листопада 1816) — 4-й король Непал у 1799—1816 роках.

## Життєпис
Походив з династії Шах. Син Рани Багадура, короля Непалу, і Кантаваті Джха (з касти брагманів). Народився 1797 року. Невдовзі оголосив його своїм спадкоємцем, незважаючи на напівкастовий статус (згідно з індуїстським законом того часу), відкинувши сина від першої дружини Радж Раджешварі.
1799 року батько зрікся влади на користь Гірвана Юдхи Бікрама. Регентом стала перша дружина батька Радж Раджешварі, а Рана Багадур і Кантаваті Джха перебралися до Деопатані, де стали вести аскетичний спосіб життя. так порадили астрологи і лікарі для врятування Кантаваті Джха від сухот. Значну владу перебрав мул-чаутарія (один з очільників уряду) Шер Багадур, стрийко малого короля.
1800 року після смерті Кантаваті Джха колишній король спробував повернутися на трон, втім сановники і військо стали на бік Гірвана Юдхи Бікрама. При цьому посаду регентши залишила Радж Раджешварі, яка разом з Раною Багадуроом перебралася до Варанасі. Новою регентшею стала Субарнапрабга — друга дружина Рани Багадура. Остання передала владу своєму фаворитові Кіртіман Сінґху Баснету, що став мулкаджі (першим міністром). Але 1801 року до Катманду повернулася Радж Раджешварі, яка почала інтриги, внаслідок чого Кіртімана Сінґха було вбито, але посаду мулкаджі отримав Бахатбар Сінґх (брат загиблого), що 28 жовтня 1801 року підписав з Британською Ост-Індською компанією торговельну угоду, дозволивши прибуття до Катманду британського резидента.
Прибуття у квітні 1802 року британця Вільяма Нокса, що став активно втручатися в державні справи, призвело до повалення регентши Субарнапрабги й переходу влади до Радж Раджешварі. Остання 1803 року передала посаду мулкаджі Дамодару Панде. Останній активно став пручатися британському впливу, зрештою змусивши Нокса залишити Катманду, а 24 січня 1804 року скасувати англо-непальську торговельну угоду. Втім вже у березні того ж року повернувся колишній король Рана Багадур, якого таємно підтримували британці. Той швидко зумів захопити владу, наказав стратити Дамодара Панде. Впровадив вищу після монарха посаду — мухтіяра, яку й обійняв. Але 1806 року під час запеклого конфлікту зі зведеним братом Шер Багадуром, був вбитий, а потім загинув його вбивця.
Посаду мухтіяра перебрав Бгімсен Тхапа, який фактично керував усією політикою королівства, оскільки офіційною регентшою стала Тріпурасундарі, 14-річна удова Рани Багадура (його 5-та дружина) з клану Тхапа. При цьому провідні посади в державі обійняв рід Тгапа.
Відновив політику розширення держави. 1804 року було захоплено Гархвал, 1806 року — Сальян і Кангра. Раджа останнього — Сансар Чанд — втік до Ранджит Сінґха, магараджи Сікхської держави. Але лише напочатку 1809 року було придушено спротив у Кангрі. Втім у березні того ж року проти Непалу виступили сікхи, оскільки Сансар Чанд поступився своїм князівством магараджи. До серпні 1809 року непальська армія зазнала поразки й залишила Кангру.
1814 року почалася війна з Британською Ост-Індською компанією. Водночас Гірван Юдха Бікрам був оголошений повнолітнім. Втім це жодним чином не вплинуло на внутрішню ситуацію, оскільки той мав лише номінальну владу. За Сеґаульськім договором 1816 року Непал поступився Ост-Індійській компанії Сіккімом, Кумаоном, Гаркхвалом та деякими іншими територіями, що становили приблизно третину території Непальського королівства. Річка Мечі стала новим східним кордоном, а Махакалі — на заході. Британська Ост-Індська компанія повинна виплачувати 200 тис. рупій щорічно, щоб компенсувати втрату доходу. Найважливішою політичною умовою угоди був допуск британського резидента до Катманду, а зовнішня політика Непалу перейшла під контроль британців.
У листопаді 1816 року помер від віспи. Йому спадкував син Раджендра Бікрам.